# Michael Hoenisch
Michael Hoenisch (* 1938) ist ein deutscher Literaturwissenschaftler.

## Leben
Seit 1971 ist er Professor für Literatur Nordamerikas an der FU Berlin. Er war Gastprofessor und visiting scholar an Universitäten in den USA, Kanada, der Karibik und Europa.
Seine Schwerpunkte in Forschung und Lehre sind amerikanische Literatur des 19. und 20. Jahrhunderts, afro-amerikanische Literatur, Literatur der Subkulturen, anglophone karibische Literatur und amerikanischer Dokumentarfilm.